# Praskovia Uvarova
Praskovia Sergeevna Uvarova (rusă Прасковья Сергеевна Уварова, născută Șerbatova (Щербатова), n. 28 martie/9 aprilie 1840, Ternî, Lebedinskij County⁠(d), Malorossia⁠(d), Imperiul Rus – d. 30 iunie 1924, Dobrna, Dobrna, Slovenia) a fost o arheologă rusă.

## Viața
S-a căsătorit în 1859 cu contele Alexei Uvarov⁠(d) (1818-1885), președinte al Societății de Arheologie din Moscova. La moartea soțului ei, în 1885, ea i-a succedat în calitate de președinte al Societății de Arheologie și a prezidat zece congrese arheologice pentru toată Rusia.
Uvarova l-a urmat pe soțul ei în expedițiile de studiu. A realizat mari săpături arheologice, mai ales în Caucaz, și,  la inițiativa ei, s-au publicat mai multe volume despre vechiul Caucaz, multe dintre ele cu propriile sale contribuții, printre care Materialy po archeologii Kavkaza. În 1916, a fost sărbătorită de 30 dintre cei mai distinși arheologi din Rusia contemporană.
În timpul Revoluției Ruse din 1917, colecțiile ei și proprietățile i-au fost confiscate. A emigrat în Iugoslavia, unde a trăit modest.

## Legături externe
- ru  Catalogul colecției de antichități Contele Alexei Sergeevich Uvarov, lucrări ale contelui Alexei Sergeevich Uvarov.
- ru  Note despre Praskovia Uvarova pe site-ul archnadzor.ru